# Gheorghe Popescu
Gheorghe Popescu (født 9. oktober 1967 i Calafat, Rumænien) er en tidligere rumænsk fodboldspiller, der spillede som forsvarsspiller hos flere europæiske klubber, samt for Rumæniens landshold, hvor han i en årrække var en af de absolutte stjerner. Af hans klubber kan blandt andet nævnes Steaua Bukarest og Dinamo Bukarest i hjemlandet, spanske FC Barcelona, Tottenham Hotspur i England samt hollandske PSV Eindhoven og tyrkiske Galatasaray. 
Popescu blev hele seks gange kåret til Årets fodboldspiller i Rumænien.

## Landshold
Popescu nåede i årene mellem 1988 og 2003 at spille hele 115 kampe for Rumæniens landshold, hvori han scorede 16 mål. Han deltog blandt andet ved VM i 199o, VM i 1994 og VM i 1998, samt ved EM i 1996 og EM i 2000.